# Parafia Ewangelicko-Augsburska w Kole
Parafia Ewangelicko-Augsburska w Kole – istniejąca w latach 1903–1945 parafia ewangelicko-augsburska w Kole.

## Historia
Pierwsi osadniczy wyznania ewangelickiego przybyli w okolice Koła z Prus, Śląska i Pomorza w II połowie XVIII wieku, byli to w większości rolnicy. W samym mieście również wkrótce zaczęli osiedlać się ewangelicy, byli to w większości urzędnicy oraz nieliczni rzemieślnicy. Od 1816 roku, wraz z przybyciem do miasta sukienników, nastąpiło jeszcze liczniejsze osadnictwo. 
Pierwsi osadnicy byli objęci opieką duszpasterską parafii we Władysławowie, która powołała w mieście kantorat. W 1818 roku kolscy ewangelicy skierowali do władz województwa kaliskiego prośbę o zgodę na utworzenie w mieście kościoła oraz probostwa i szkoły, starania te pozostały jednak bezowocne. W 1843 roku kolski kantorat przemianowano na filiał parafii ewangelickiej w Turku. Pastor z Turku przyjeżdżał do Koła raz na miesiąc, w pozostałe niedziele kantor odprawiał tzw. nabożeństwo czytane. Początkowo nabożeństwa odbywały się w zakupionym domu, a od 1883 roku w nowo wybudowanym kościele Opatrzności Bożej. W pierwszej połowie XIX wieku założono także w Kole cmentarz ewangelicki.
W 1901 roku kolscy parafianie zobowiązali się wybudować w mieście pastorówkę i płacić pensję w wysokości 500 rubli dla przyszłego pastora. W 1903 roku pierwszym administratorem kolskiej parafii został mianowany ks. Ryszard Paszko, który dokończył budowę kolskiej pastorówki. Parafia była kilkukrotnie wizytowana przez biskupa Juliusza Bursche w związku ze spłatą pożyczki, którą zaciągnięto na poczet spłaty kosztów budowy pastorówki. Przy parafii działał m.in. chór, Związek Młodzieży, Koło pań, Kółko Teatralne i biblioteka. 
W 1915 roku ks. Ryszard Paszko został aresztowany za propolską działalność przez okupacyjne wojska niemieckie, pastorówka została zajęta przez Niemców, którzy urządzili w niej szpital wojskowy, a następnie pocztę. Nowym administratorem parafii został proboszcz parafii w Dąbiu – ks. Rutkowski, który funkcję tę pełnił do marca 1916 roku, kiedy to zastąpił go ks. Erich Voigt. Voigt obowiązki administratora pełnił do marca 1918 roku, kiedy to przeniósł się do Bukaresztu. Pastor kolskiej parafii nie miał dostępu do pastorówki, dlatego musiał mieszkać jako lokator u jednego z mieszkańców. 
Po odzyskaniu przez Polskę niepodległości w listopadzie 1918 roku budynek pastorówki, pełniący funkcję poczty, został zajęty przez władze polskie. W budynku pastorówki urządzono urząd pocztowy, gdyż okupanci zainstalowali w nim wcześniej urządzenia centrali telefonicznej i telegraficznej. W tym czasie pastor połączonych parafii Koło–Babiak–Izbica mieszkał w Łodzi, a do Koła przyjeżdżał co 4 lub 6 tygodni. W budynku pastorówki mieszkał także kierownik urzędu oraz czterej urzędnicy z rodzinami, trzymano tam też zwierzęta gospodarskie. Pastorówkę oddano prawowitemu właścicielowi dopiero jesienią 1922 roku. W 1923 roku dokonano jej generalnego remontu i zamieszkał w niej pastor, ks. Adolf Krempin, który został wybrany na proboszcza w 1919 roku.
W okresie dwudziestolecia międzywojennego kolska parafia posiadała trzy filiały: w Janowie, Policach Średnich i Szarłatowie. W 1921 roku parafia liczyła 1 345 parafian, z czego ponad 61% określało się jako Niemcy. Nabożeństwa w parafii odprawiano w językach niemieckim i polskim. W 1926 roku w parafii powołano Ewangelicki Związek, poza tym działał tam także Związek Pań, Związek Panienek, teatr, biblioteka oraz chór.
W wyniku II wojny światowej Koło opuścił ostatni proboszcz – ks. Henryk Otto oraz większość parafian, kolska parafia zaprzestała wtedy działalności. W 1945 roku w wyniku działań wojennych zdewastowany został kolski kościół, rozkradziono też cały sprzęt liturgiczny, a dzwony i ambonę sprzedano. Pierwsze po II wojnie światowej nabożeństwo odprawiono dopiero w 1952 roku, w zrujnowanym jeszcze kościele. Wieżę kościoła, zniszczoną podczas walk o miasto w 1945 roku naprawiono dopiero w latach 1998–2001. 8 czerwca 2001 roku biskup Michał Warczyński dokonał rekonsekracji kościoła.
Po zlikwidowaniu parafii w Kole, w mieście powstał filiał parafii Ewangelicko-Augsburskiej w Koninie.